# Филзум
Филзум (њем. Filsum) општина је у њемачкој савезној држави Доња Саксонија. Једно је од 19 општинских средишта округа Лер. Према процјени из 2010. у општини је живјело 2.072 становника. Посједује регионалну шифру (AGS) 3457008.

## Географски и демографски подаци
Филзум се налази у савезној држави Доња Саксонија у округу Лер. Општина се налази на надморској висини од 1 метара. Површина општине износи 23,8 km². У самом мјесту је, према процјени из 2010. године, живјело 2.072 становника. Просјечна густина становништва износи 87 становника/km².